# 白秋沙鸭

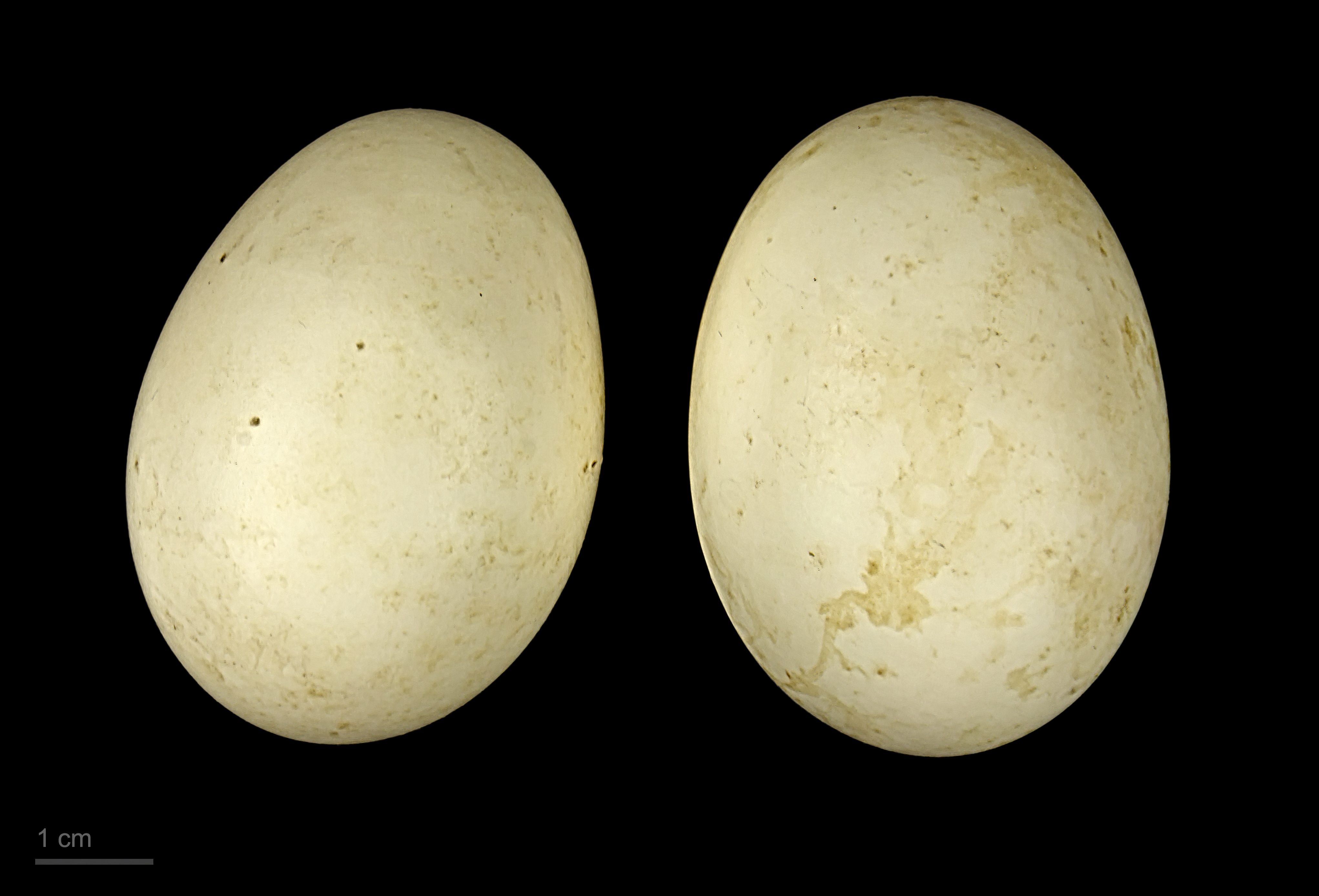
Mergellus albellus

白秋沙鴨（Mergellus albellus），或簡稱白秋沙，又名斑頭秋沙鴨、斑頭秋沙或小秋沙，是一種小型潜鸭，介乎秋沙鴨屬及鵲鴨屬之間，會與鵲鴨混種。牠們是小秋沙屬下的唯一種。
2022年，“中国鸟类名录”10.0版将白秋沙鸭的中文名恢复为传统中文名斑头秋沙鸭。

## 外表
雄性白秋沙鴨有雪白色的外表，飛行時黑白分明，易於辨別。雌性及雛鴨胸部、前額及頂冠則呈灰色，很易與棕硬尾鴨混淆。白秋沙鴨的翼上有白圓點。鳥喙呈鉤狀及有鋸齒，可以幫助捕捉魚類。

## 棲息地
白秋沙鴨在亞洲及歐洲北部的針葉林繁殖。牠們會生活在魚量豐富的湖泊及河流。在冬季會離開繁殖地，並到達波羅的海、黑海、德國北部及低地國家，小數會到達英國。

## 行為

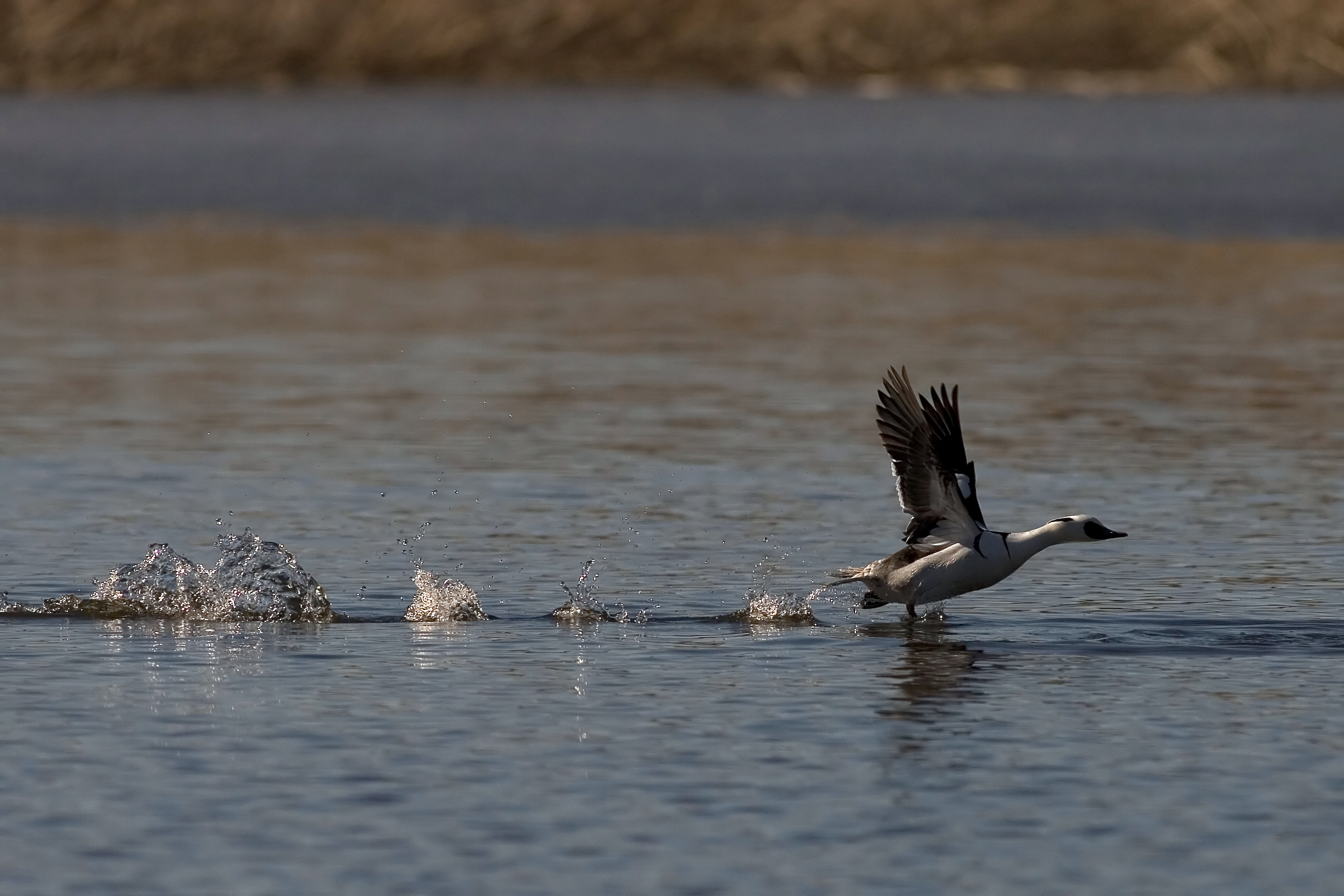
起飛的白秋沙鴨。

白秋沙鸭除繁殖外常成群活动。通常7-8只至10余只一群，有时也多至数十只的大群。特别是迁徙季节和冬季。善游泳和潜水，几乎整天都在湖面活动。通常一边游泳一边频频潜水取食。其潜水深度和每次潜水的时间长短均不及其他秋沙鸭，通常一次潜水时间多在15-20秒。休息时多在湖边或河边水域中来回游荡，或栖于水边石头上和浸在水中的物体上，很少上岸。游泳时颈伸得很直，有时也将头浸入水中，并频频潜水。休息时多游荡在岸边或栖息于水边沙滩上。飞行快而直，两翅煽一动较快，常发出清晰的振翅声。起飞时显得很笨拙，需要两翅在水面急速拍打和在水面助跑一阵才能飞起。
白秋沙鸭属于杂食性鸟类，食物包括小型鱼类、甲壳类、贝类、水生昆虫石蚕等无脊椎动物，偶尔也吃少量植物性食物水草、种子、树叶等。
白秋沙鴨於每年5月繁殖，每次會產下6-9個奶油色的蛋。以干草和绒羽在水边高大树木的树洞中做巢。牠們較為害羞，當受干擾後很易受惊。
白秋沙鴨是《非洲-歐亞大陸遷徙水鳥保護協定》的其中一個物種。

## 外部連結
- Internet Bird Collection